# Natal africano
"Natal africano" é uma canção de Natal portuguesa provavelmente originária de Moçambique durante o período colonial.

## História

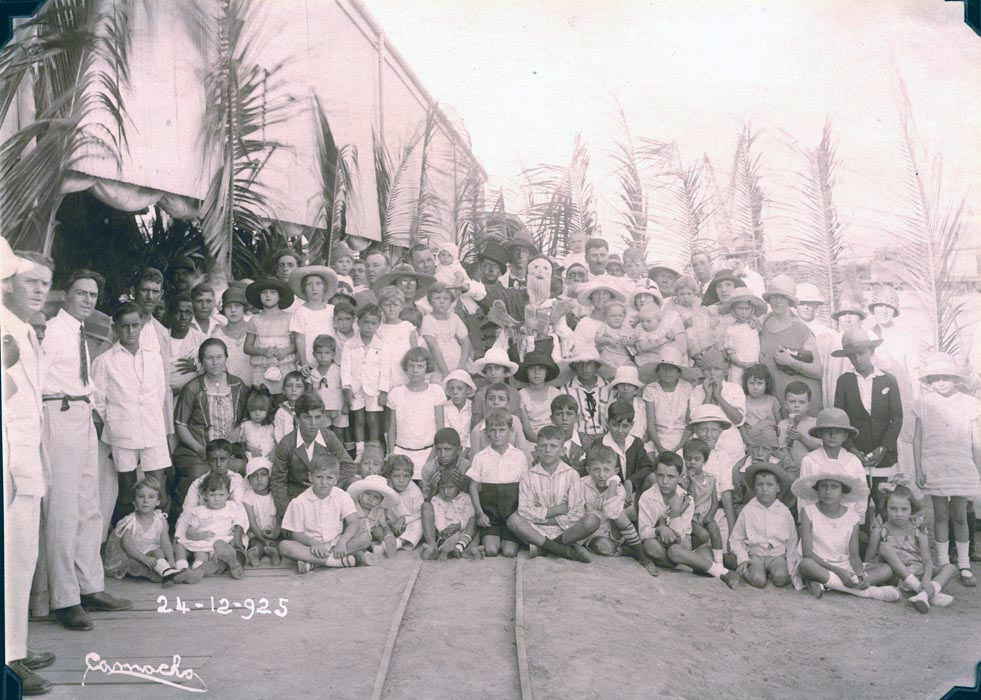
Festa de Natal de 1925 em Moçambique durante o período colonial.

O próprio nome da canção, Natal africano aponta para África como o seu local de produção. Contudo, a sua autoria e datação são pouco claras. Parece ser precisamente originária da cidade de Lourenço Marques (atual Maputo) durante o período em que Moçambique foi uma província ultramarina de Portugal.
A letra da cantiga encontra-se escrita em língua portuguesa parece implicar que foi composta só a partir do século XIX, período de crescimento da comunidade lusófona nessa localidade. As primeiras publicações surgem em Portugal apenas no segundo terço do século XX.
Em 1970, o maestro e compositor Vítor Marques Diniz personalidade ligada à música moçambicana, trabalhou numa harmonização da composição que se tornou particularmente influente. Atualmente o "Natal africano" faz frequentemente parte do repertório infantil durante a época de Natal em Portugal, explorando a sua simplicidade musical e valor multicultural.

## Letra

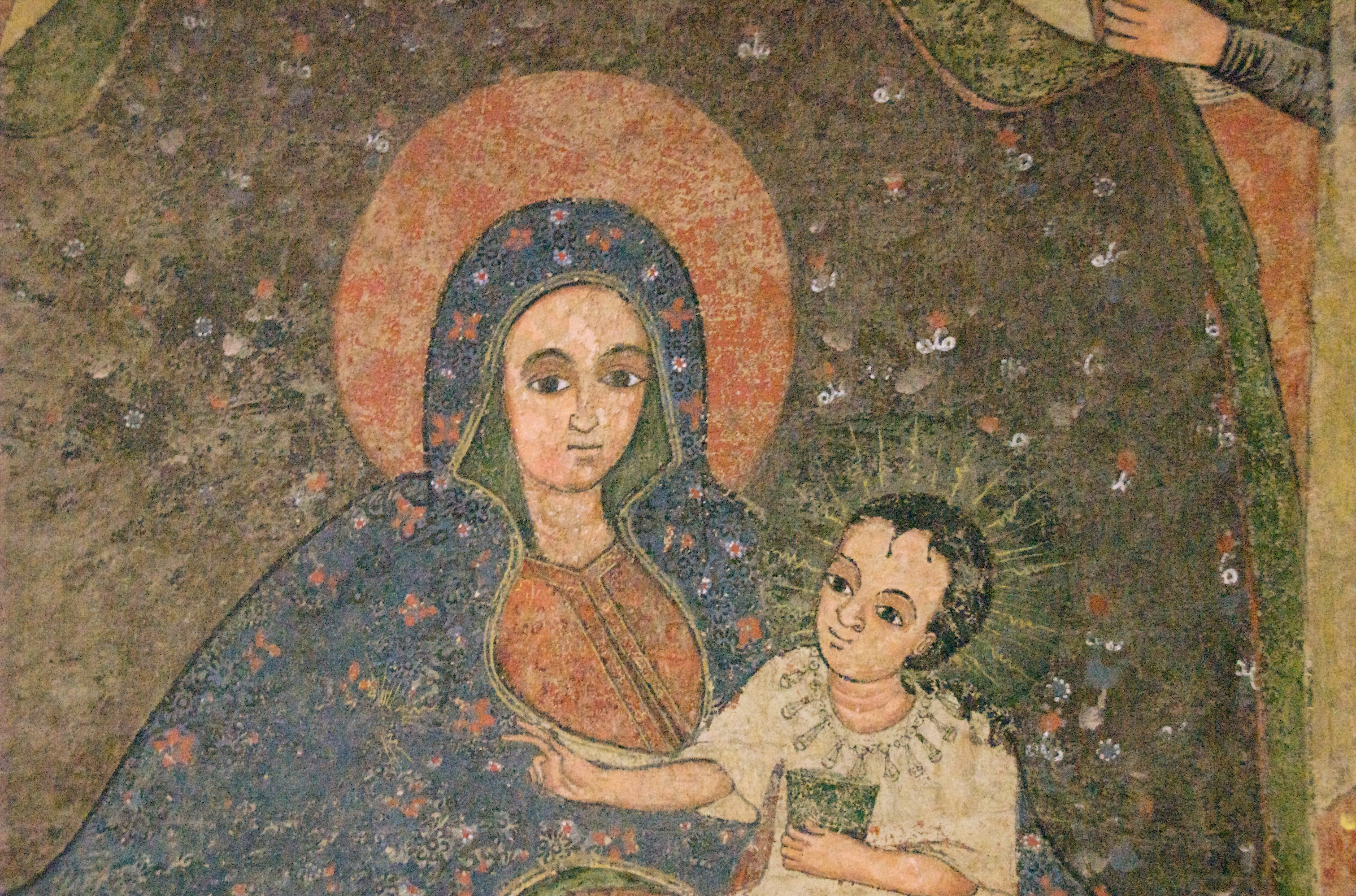
Virgem com o Menino, arte etíope, no Museu Nacional da Etiópia.

A letra da cantiga é uma descrição do nascimento de Jesus. Segundo a canção o Menino Jesus nasce num descampado selvagem coberto por um céu estrelado. O seu choro interrompe o silêncio da noite sendo confortado por sua mãe:

Logo que nasceu

Jesus acampou;

E à luz das estrelas

Uma voz suou:

– Uaaa, uaaa…

Maria Senhora

Logo embalou;

E à luz das estrelas

Uma voz suou:

– Uaaa, uaaa…

## Discografia
- 1983 — Cantigas de Natal. Os Larocas & Os Meninos Rabinos. Metro-som. Faixa B2: "Natal Africano".[12]
- 1995 — Natal Português. Coral T.A.B. Ovação Records. Faixa 6: "Natal…".